# Завиша, Андрей Янович
Андрей Янович (Андрей Ян) Завиша (ок. 1557 — февраль 1604) — политический деятель Великого княжества Литовского, воевода минский (1596—1598), подскарбий великий литовский (с 1598).

## Биография
Из рода Завиши герба Лебедь. Сын Яна Завиши и княжны Ефимии Верейской. Занимал ряд высоких государственных постов: воеводы минского в 1596—1598 годах и подскарбия великого литовского с 1598 года. Владелец части имения Бакшты, подписывался как «Завиша на Бакштах». В 1598—1603 годах на литовских монетах-трояках чеканился его герб Лебедь. Состоял в браке с Софией Волович. Дети: сыновья Кшиштоф и Николай, дочери Барбара и София.